# Одра (приток Купы)
О́дра (хорв. Odra) — река в Хорватии, левый приток реки Купа. Длина реки — 83 км, площадь бассейна — 604 км². Принадлежит к бассейну Дуная и Чёрного моря. Протекает по территории жупаний Загребачка и Сисачко-Мославачка.

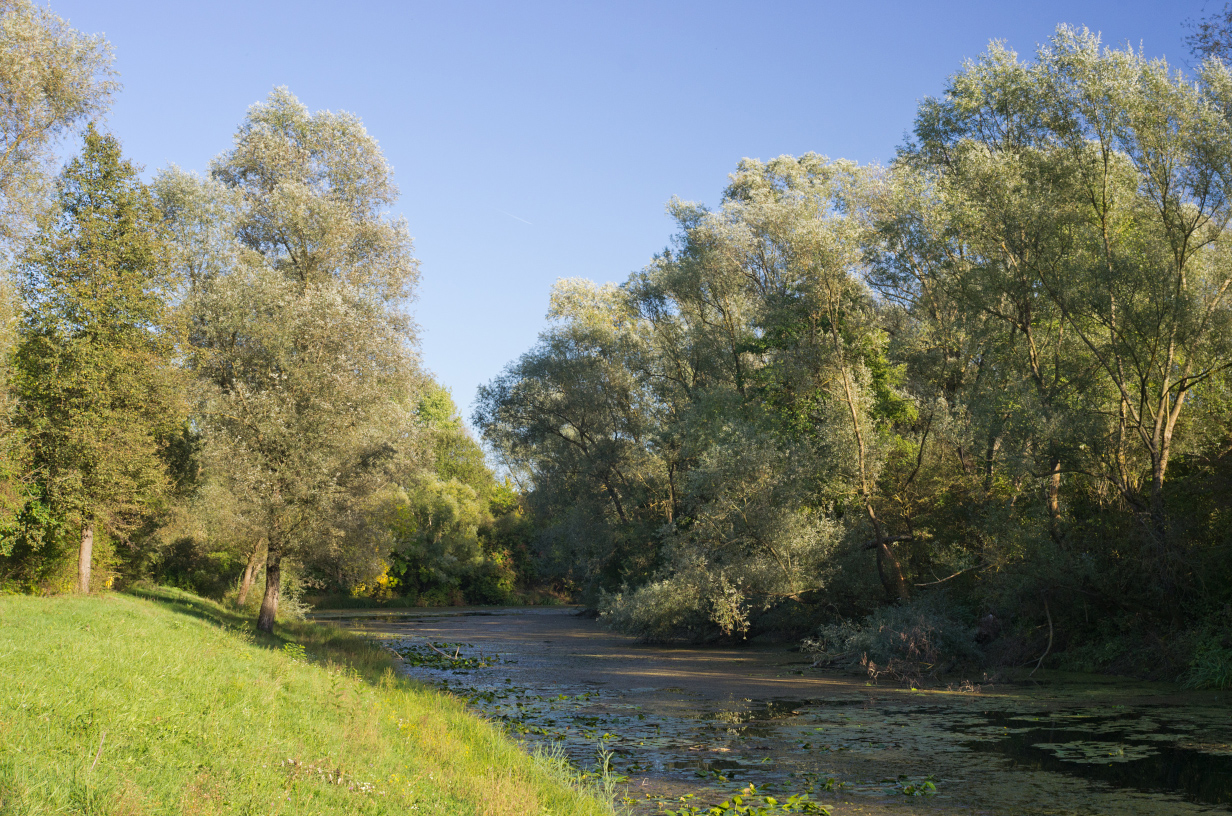
Река Одра в Хорватии

Одра берёт начало в гористом регионе Жумберак, к юго-западу от Загреба. Первоначально течёт на восток, протекает город Велика-Горица, после чего поворачивает на юго-восток и течёт по Посавинской низменности параллельно Саве. Впадает в Купу в западных пригородах города Сисак, пятью километрами выше впадения самой Купы в Саву. В верхнем течении ирригирована, в частности соединена с Савой каналом Сава-Одра-Сава, имеющим целью защиту Загреба от наводнений.